# Svedjebergsfästet
Svedjebergsfästet, ofta benämnt Svedjefortet, beläget på Svedjeberget strax öster om Boden, utgör en del av Bodens fästning.
Fästet började byggas 1911 och stod färdigt 1913. Det bestod av två artilleribatterier, samt två infanteriskansar, så kallade "korvar", för att skydda batterierna. Besättningen utgjordes av 38 artillerister samt ett hundratal infanterister. Västra batteriet utgjordes av en ingångstunnel och en centraltunnel insprängda i berget och pjäserna sköt ut genom gluggar i berget från centraltunneln. I anslutning till centraltunneln sprängdes mindre tunnlar (rum) för kök och officerare ut. Det västra batteriet skulle bekämpa fienden på andra sidan av Svartbyträsket och det östra batteriet skulle skydda fästet från fiender som anföll från sydöst och var en kasematt i betong.
Ursprungligen användes 8,4 cm kanoner m/94 i hjullavettage för fältartilleriet men vid en ombyggnad 1935–1941 byttes dessa mot 7,5 cm luftvärnskanoner m/00-17 i fastlavettage. Samtidigt tillkom vid västra batteriet ytterligare två pjäsplatser för att avge eld längs Svartbyträsket och ett observationsvärn på hjässan med anslutning till centraltunneln.

## Beväpning
- Västra batteriet: Fyra 8,4 cm kanon m/94.
Efter ombyggnad 1935-41 sex 7,5 cm kanon m/00-17
- Östra batteriet: Två 8,4 cm kanon m/94.
Efter ombyggnad 1935–1941 två 7,5 cm kanon m/00-17
- Vid ombyggnaden 1935–1941 tillkom fyra luftvärnskanoner på fortets hjässa.